# Schloss Friedrichsruh (Drage)
Das Schloss Friedrichsruh in Drage im Kreis Steinburg war das größte Barockschloss im westlichen Schleswig-Holstein. Hervorgegangen aus dem Adeligen Gut Drage, wurde es durch Markgraf Friedrich Ernst aus dem Haus Brandenburg-Kulmbach im 18. Jahrhundert zur Residenz ausgebaut und bereits 1787 wieder abgebrochen.

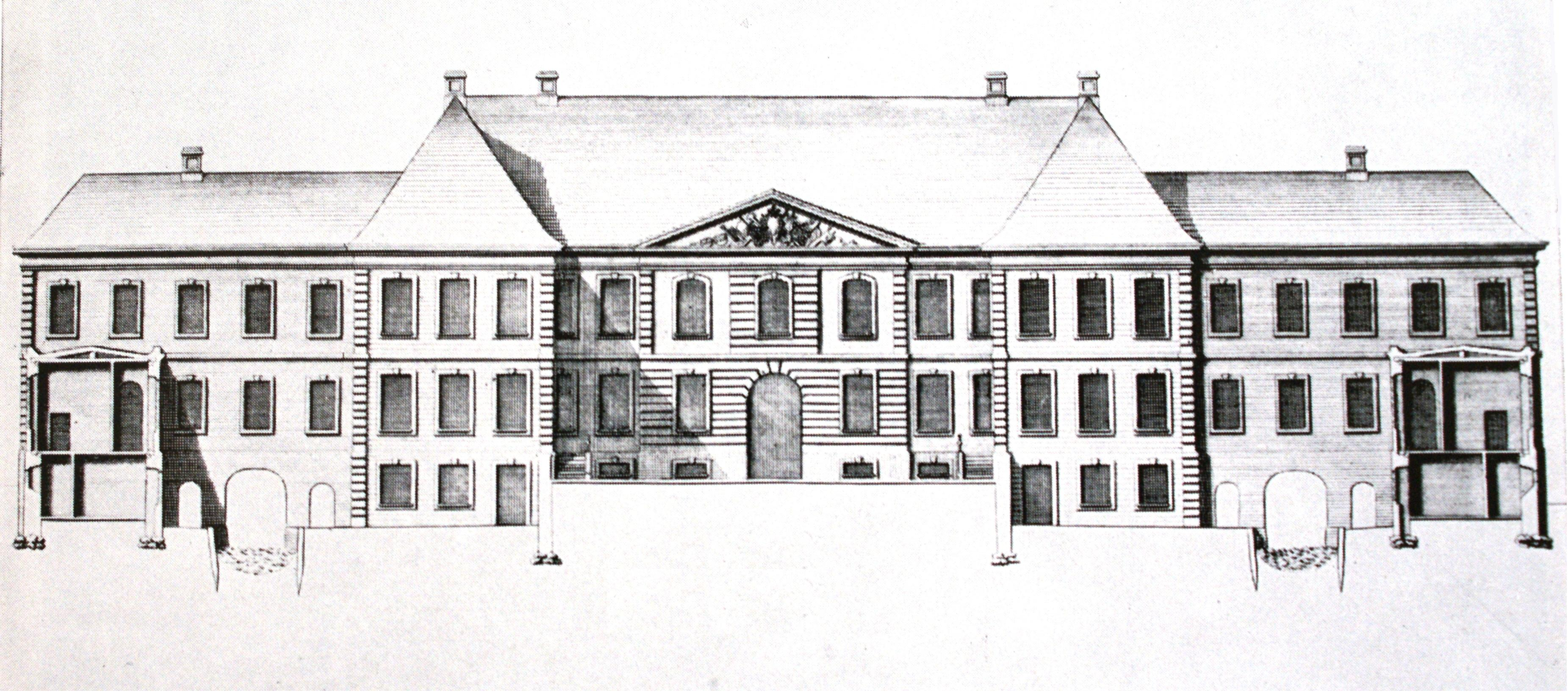
Schloss Friedrichsruh auf einem Stich von Laurids de Thurahs "Den danske Vitruvius", 1748

## Geschichte des Schlossgeländes
Das Gelände befindet sich an der Bekau gegenüber der Einmündung der Rolloher Bek.

### Das Gut Drage
Das einstige Gut Drage wurde seit dem Mittelalter bewirtschaftet. Von der Familie Krummendiek, die 1306 das erste Mal mit dem Ort in Verbindung gebracht wurde, ging es nacheinander an die Familien Sehestedt, Ahlefeldt und schließlich an die Familie Rantzau. Die Rantzaus gehörten zu den reichsten und einflussreichsten Familien Schleswig-Holsteins und im 16. und 17. Jahrhundert besaßen sie bis zu 70 Güter im Land. Drage war zu dieser Zeit ein typischer befestigter Herrensitz mit Gutswirtschaft und einem Herrenhaus.
Während des Dreißigjährigen Krieges diente es als Rückzugsort der Breitenburger Linie der Familie, deren Schloss 1627 gestürmt und geplündert wurde. 1636 erhielt der Breitenburger Christian zu Rantzau das Gut, das seine Frau Dorothea aus der pankerschen Linie der Familie als Mitgift in die Ehe brachte. Der gemeinsame Sohn Detlev bestimmte Drage neben dem Schloss Rantzau in Barmstedt zu seinem Hauptwohnsitz, da die Breitenburg infolge des Krieges einer größeren Hofhaltung nicht mehr genügte.
1721 wurde Graf Detlevs Sohn Christian Detlev zu Rantzau in der Nähe des Barmstedter Schlosses ermordet. Für die Tat wurde dessen jüngerer Bruder Wilhelm Adolf verantwortlich gemacht und infolge der Ereignisse der gräfliche Besitz vom dänischen König Friedrich IV. konfisziert und Drage von holsteinischen Soldaten besetzt. Bis zur Übernahme durch Preußen 1867 war das Gut auch Patrimonialgericht.

### Das Schloss Friedrichsruh
Der dänische König Christian VI. war mit Sophie Magdalene von Brandenburg-Kulmbach verheiratet, deren Bruder Friedrich Ernst er das Gut Drage zum Hochzeitsgeschenk machte. Friedrich Ernst war vom König als Statthalter in Schleswig-Holstein auf Schloss Gottorf eingesetzt und baute das Gut zu einem repräsentativen Schloss aus, dem er seinen Namen gab.
Nach zeitgenössischen Berichten entwickelte sich Friedrichsruh von 1744 bis 1751 zum größten Schloss im westlichen Schleswig-Holstein. Der ausführende Architekt war der dänische Hofbaumeister Nicolai Eigtved. Das Schloss belegte eine Grundfläche von ca. 70 mal 80 Metern, bestand aus drei vierstöckigen Flügeln samt Turm und beinhaltete 99 Zimmer. Dem Schloss vorgelagert war ein barocker Garten. Drage und das Schloss Friedrichsruh erlebten eine kurze Blütezeit, während der das Schloss als einer der glanzvollsten Höfe im Lande galt. Zur Einweihung reiste sogar der dänische König an. Der benachbarte Flecken Weddeldorp wurde 1745 zu Ehren der Gemahlin des Markgrafen, Christine Sophie, in Christinenthal umbenannt. Dort wurde ihr auch ein kleiner Sommersitz namens Solitude errichtet.
Markgraf Friedrich Ernst und seine Gemahlin hinterließen keine Erben, aber einen hochverschuldeten Besitz, da der Neubau des Schlosses und fast die gesamte Ausstattung mit Krediten finanziert war.

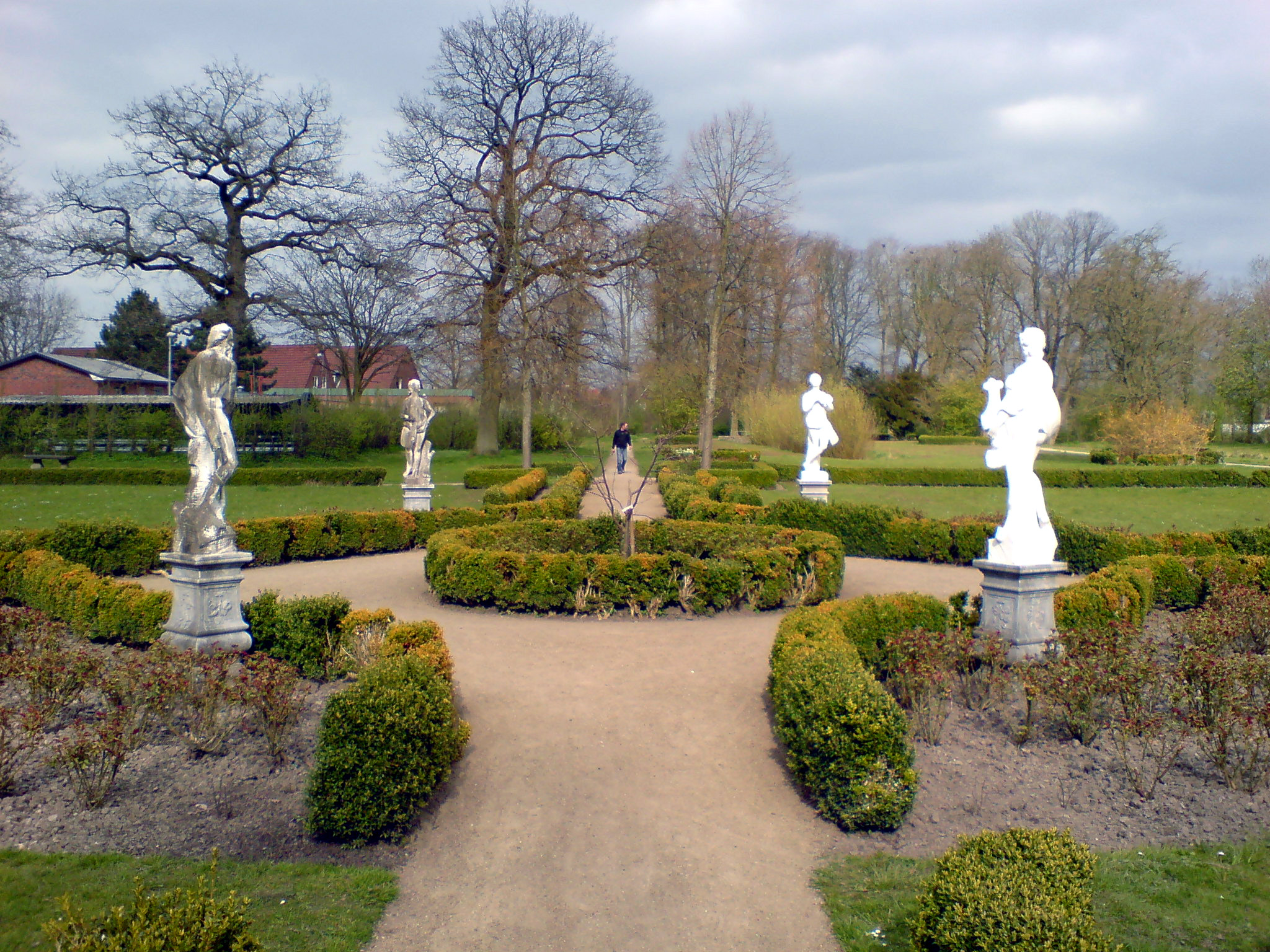
Der Rathausgarten in Wilster, die dort aufgestellten Statuen stammen aus dem Friedrichsruher Schlosspark

### Das Ende des Schlosses
Um die enormen Schulden zu decken, wurde der gesamte Besitz Friedrichsruh nach dem Tod des Markgrafen und seiner Frau veräußert. Die Ländereien wurden parzelliert und verkauft, ebenso die bewegliche Ausstattung des Schlosses. Das Schloss verfiel und musste 1787 abgebrochen werden, womit die kurze Epoche höfischen Lebens in Drage beendet war.
Vom Schloss selbst sind in Drage keine Spuren mehr vorhanden, doch Luftbilder lassen auch heute noch eine Lokalisierung des Gebietes zu, das von den Rudimenten der ehemaligen Gartenanlage und des Hofwegs eingefasst wird. Die einstige Auffahrt zu Friedrichsruh wird noch immer als Schlossweg bezeichnet, den Standort des Schlosses selbst nimmt heute ein Schwimmbad ein. Die Ausstattung mit verschiedenen Möbeln, Gemälden und Skulpturen ist bereits im 18. Jahrhundert zu einem Teil nach Wilster verkauft worden, wo der Kanzleirat Johann Hinrich Doos sein Palais, das heutige Neue Rathaus der Stadt, damit ausstattete. An das markgräfliche Paar erinnert auch noch der Patronatsstuhl, eine fürstliche Loge, in der Kirche von Hohenaspe. Dort in der Gruft sind der 1762 verstorbene Friedrich Ernst und seine Frau auch bestattet. Die Orgel der Schlosskapelle kaufte Johann Ludwig von Jügert (1725–1793), der damalige Besitzer von Gut Winning, für die kleine St.-Jakobus-Kirche in Moldenit.